# Campeonato Europeo de Tiro con Arco en Sala de 2004
El IX Campeonato Europeo de Tiro con Arco en Sala se celebró en Sassari (Italia) entre el 15 y el 21 de 2004 bajo la organización de la Unión Europea de Tiro con Arco (WAE) y la Federación Italiana de Tiro con Arco.

## Resultados

### Masculino
| Evento                    | Oro                                                                | Plata                                                       | Bronce                                                            |
| ------------------------- | ------------------------------------------------------------------ | ----------------------------------------------------------- | ----------------------------------------------------------------- |
| Arco recurvo individual   | Jocelyn de Grandis Francia                                         | Michele Frangilli · Italia                                  | Balzhinima Tsyrempilov · Rusia                                    |
| Arco recurvo por equipo   | Dmytro Hrachov · Olexandr Serdiuk · Ihor Parjomenko · Ucrania      | Michele Frangilli · Marco Galiazzo · Ilario Di Buò · Italia | Balzhinima Tsyrempilov · Bulat Badmaslov · Andrei Abramov · Rusia |
| Arco compuesto individual | Peter Elzinga · Países Bajos                                       | Stefano Mazzi · Italia                                      | Christopher White Reino Unido                                     |
| Arco compuesto por equipo | Stefano Mazzi · Vincenzo Ciampolillo · Marco Del Ministro · Italia | Jean-Marc Beaud Dominique Genet Jérôme Delplace Francia     | Peter Elzinga · Roel Wieser · Fred van Zutphen · Países Bajos     |

### Femenino
| Evento                    | Oro                                                         | Plata                                                       | Bronce                                                    |
| ------------------------- | ----------------------------------------------------------- | ----------------------------------------------------------- | --------------------------------------------------------- |
| Arco recurvo individual   | Anna Puttseva · Rusia                                       | Natalia Valeeva · Italia                                    | Yelena Dostai · Rusia                                     |
| Arco recurvo por equipo   | Anna Puttseva · Yelena Dostai · Guerelma Erdyniyeva · Rusia | Karina Winter · Wiebke Nulle · Susanne Poßner · Alemania    | Kristine Esebua Jatuna Narimanidze Olga Ladiguina Georgia |
| Arco compuesto individual | Sandrine Vandionant Francia                                 | Ivana Buden · Croacia                                       | Nichola Simpson Reino Unido                               |
| Arco compuesto por equipo | Sandrine Vandionant Valérie Fabre Peggy Braem Francia       | Gladys Willems · Yolande Anris · Noella Verhoeven · Bélgica | Eugenia Salvi · Giorgia Solato · Assunta Atorino · Italia |

## Medallero
| Núm. | País         | Oro | Plata | Bronce | Total |
| ---- | ------------ | --- | ----- | ------ | ----- |
| 1    | Francia      | 3   | 1     | 0      | 4     |
| 2    | Rusia        | 2   | 0     | 3      | 5     |
| 3    | Italia       | 1   | 4     | 1      | 6     |
| 4    | Países Bajos | 1   | 0     | 1      | 2     |
| 5    | Ucrania      | 1   | 0     | 0      | 1     |
| 6    | Alemania     | 0   | 1     | 0      | 1     |
| 6    | Bélgica      | 0   | 1     | 0      | 1     |
| 6    | Croacia      | 0   | 1     | 0      | 1     |
| 9    | Reino Unido  | 0   | 0     | 2      | 2     |
| 10   | Georgia      | 0   | 0     | 1      | 1     |
|      | TOTAL        | 8   | 8     | 8      | 24    |